# Tankstreck
Tankstreck eller pratminus eller halvfyrkantsminus (–) är ett skiljetecken. Det liknar bindestrecket (-), men har i svensk text en annan användning. Ett tredje tecken, det långa tankstrecket (—) är inte så vanligt i nutida svenskt text, men används till exempel i vissa engelskspråkiga texter.

## Användningsområde
Tankstreck är ett skiljetecken som används i skrift för att markera paus eller emfas. Det kan ofta användas i stället för kommatecken eller semikolon, för att ge större eftertryck åt det som följer. Tankstrecket används också när man infogar ett parentetiskt inlägg – exempelvis en förklaring eller ett exempel – och vill framhäva detta mer än parenteser eller kommatecken gör.
Tankstrecket används ofta för att ange repliker (därav tankstreckets andra namn talstreck, replikstreck, anföringsstreck eller pratminus). Det skall då stå först i ett stycke och följas av ett mellanrum eller av ett fast mellanrum (för att ge jämnt avstånd vid marginaljustering) samt vara indraget som nytt stycke:
– Kom! Skynda er! ropade han. Ni kan inte ana vad jag har hittat!
Det kan även inleda varje replik, även inne på rader:
– Kom! Skynda er! ropade han. – Ni kan inte ana vad jag har hittat!
Delcitatslut kan för ökad tydlighet markeras med komma:
– Kom! Skynda er, ropade han. – Ni kan inte ana vad jag har hittat!
Tankstreck kan också användas, utan omgivande mellanrum, för att ange ett intervall, omfång eller en period, och ersätter då "från … till (och med) …" eller endast "till":
Vi har öppet mån–fre kl 8.00–18.00
Tage Erlander var statsminister 1946–1969
Intages 1–2 ggr dagligen
Endast bokstäverna A–Z får användas
Sträckan Fylke–Mordor – detta för att skilja från bindestreck som binder ihop två ord till exempel i ett namn, såsom Dala-Järna.
Tankstrecket kan också användas för att ange en kombination (till exempel av flera upphovsmäns namn) eller relation av något slag:
Mann–Whitneys U-test (efter Henry B. Mann och D. R. Whitney)
Stefan–Boltzmanns lag (efter Jožef Stefan och Ludwig Boltzmann)
En syra–bas-titrering
Kommunal–SKFT-konflikten.
Man kan även använda tankstreck i punktuppställningar:
En lista som radar upp:
– En punkt
– En andra punkt
– Och varför inte en tredje punkt

## Tecknets utformning
I svensk tryckt text är tankstrecket traditionellt ett halvhögt streck med en halv fyrkants bredd, det vill säga hälften så brett som ett långt tankstreck (—); variationer kan dock förekomma. På engelska kallas det en dash för att dess bredd är som bokstaven N i vanliga typsnitt.

## Att generera tecknet
Enligt den finländska tangentbordsstandarden från 2006 (SFS 5966) genereras tankstreck med Alt Gr–bindestreck. En del program omdefinierar dock tangenterna.
På skrivmaskin betecknade man ofta tankstreck med två bindestreck, långt tankstreck med tre.

### Unicode
Tankstreckets Unicode-kod är U+2013 (EN DASH). 

### Microsoft Windows
Tankstrecket finns på plats 150 i Windows-1252, och kan skrivas med Alt+0150 på det numeriska tangentbordet. Numera använder Windows dock inte Windows-1252, utan UTF-16 (en del program begränsar sig till UCS-2).

### HTML
Tankstreckets HTML-kod är &ndash;.  Med unicode‐kodpunkten som utgångspunkt kan man skriva  &#x2013; (hexadecimalt) eller &#8211; (decimalt).

### macOS
På svenska Mac-tangentbord kan tankstreck skrivas genom att hålla nere option-tangenten (alt) och skriva ett vanligt bindestreck.

### iOS
På enheter med Apples iOS och svensk språkinställning kan man skriva tankstreck genom att hålla nere bindestrecket och välja det mittersta strecket i det popup-fönster som visas. Genom att skriva två bindestreck efter varandra (--) genereras ett långt tankstreck (—), men det används normalt sett inte i svensk text.

### Unix och Linux
I Unix och Linux kan man (med vissa tangentbordsinställningar) åstadkomma tankstreck med Ctrl+Shift+u 2013 följt av valfritt tecken eller genom att trycka Compose-tangenten, släppa den och sedan skriva ”--.”. I regel kan man själv välja vilken tangent som ska vara Compose-tangent, ett vanligt val på PC-tangentbord är högra Win-tangenten.

### TeX
TeX-koden för tankstrecket är --, för långt tankstreck ---.

### Opera (webbläsaren)
I webbläsaren Opera kan man skriva 2013 och sedan trycka Ctrl+Shift+x.

### Övrigt
Många ordbehandlingsprogram ersätter automatiskt två bindestreck, --, med tankstreck. I typografiska sammanhang en ersättning för tankstreck: – (eller i engelskspråkiga sammanhang ibland  —, långt tankstreck).

## Liknande tecken
Tankstrecket (–) kan lätt förväxlas med minustecknet (−), bindestrecket (-) och det långa tankstrecket (—), men tecknen används på olika sätt. Det långa tankstrecket används normalt inte i svenska, men däremot i till exempel engelsk text.